# 愛国学園大学附属龍ヶ崎高等学校
愛国学園大学附属龍ヶ崎高等学校（あいこくがくえんだいがくふぞくりゅうがさきこうとうがっこう）は茨城県龍ケ崎市若柴町に所在する女子のみの私立高等学校。同校の設置者は学校法人愛国学園。愛国学園大学の附属学校である。全校生徒数は約150名。

## 設置課程
- 全日制
  - 普通科

## 沿革
- 1965年（昭和40年）　愛国学園大学附属龍ヶ崎高等学校開校

## 部活動

### 運動部
- ソフトボール部
- 弓道部
- 卓球部
- バスケットボール部
- ソフトテニス部
- ダンス部

### 文化部
- 吹奏楽部
- 美術部
- 演劇部
- 華道部
- 茶道部
- 書道部
- 商業部
- 家庭科部

## 交通
- JR常磐線龍ケ崎市駅・関東鉄道竜ヶ崎線佐貫駅より徒歩20分

## その他
2007年7月からフジテレビ系列にて放送された「花ざかりの君たちへ〜イケメン♂パラダイス〜」のロケ地として利用された。
- 東京女子流15thシングル「Partition Love」のミュージックビデオおよびショートムービーのロケ地となっている。
- HKT482ndシングル「メロンジュース」のカップリング曲の「希望の海流」のミュージックビデオのロケ地となっている。